# Maximilian Steenberghe

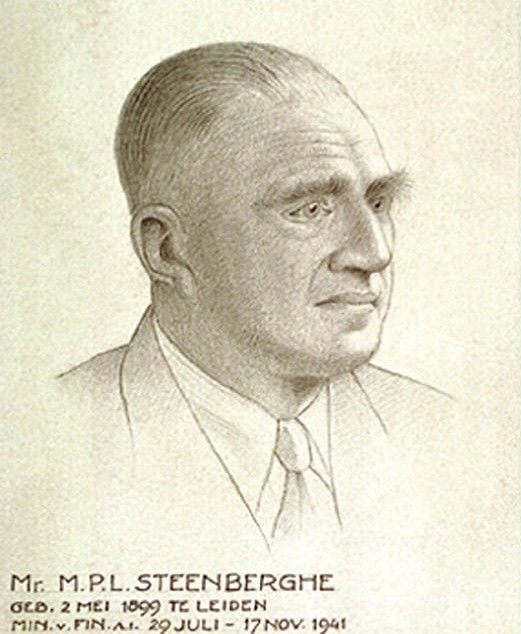
Max Steenberghe

Maximilian Paul Leon Steenberghe (* 2. Mai 1899 in Leiden; † 22. Januar 1972 in Goirle) war ein niederländischer Politiker.

## Leben
Nach dem Besuch eines Gymnasiums studierte Steenberghe Rechtswissenschaften an der Universität Utrecht. Er schloss seine Ausbildung 1920 mit der juristischen Doktorprüfung ab. Anschließend arbeitete er in der Textilindustrie, in der er mit der Zeit eine führende Stellung einnahm. Daneben veröffentlichte er Schriften zu wirtschaftswissenschaftlichen Themen. Außerdem saß er im Vorstand verschiedener Wirtschaftlicher Organisationen und war Mitglied der niederländischen Gruppe der Internationalen Handelskammer sowie Vorsitzender der Katholischen Arbeitgebervereinigung (1930 bis 1934).
Im Juni 1934 übernahm Steenberghe das Amt des Wirtschaftsministers in der Regierung Colijn, von dem er jedoch im Juni 1935 zurücktrat, da seine Forderung, die niederländische Krone abzuwerten, vom Kabinett abgelehnt wurde. Im Juni 1937 trat er erneut als Wirtschaftsminister in das 2. Kabinett Colijn ein, mit dem er bis zum 23. Juli 1939 an der Regierung blieb. 
Nach einer kurzen Amtslosigkeit wurde Steenberghe noch im selben Jahr zum dritten Mal zum Wirtschaftsminister (Minister für Handel, Industrie und Schifffahrt) berufen: Diesmal in der Regierung de Geer, der er bis zum Jahre 1941 angehörte. Noch im März 1939 setzte Steenberghe sich für den Ausbau der niederländisch-deutschen Wirtschaftsbeziehungen ein. Nach der deutschen Besetzung der Niederlande am 10. Mai 1940 wurde er am 13. Mai 1940 zusammen mit dem Rest der niederländischen Regierung von Hoek van Holland aus mit einem Zerstörer nach Großbritannien evakuiert. 1942 zog er sich zeitweise aus der Regierung zurück, da er die Entscheidung des Kabinetts, die Macht des Premierministers zu erhöhen, ablehnte.
Von den nationalsozialistischen Polizeiorganen wurde Steenberghe nach Kriegsbeginn als wichtige Zielperson eingestuft: Im Frühjahr 1940 setzte das Reichssicherheitshauptamt in Berlin ihn auf die Sonderfahndungsliste G.B., ein Verzeichnis von Personen, die im Falle einer erfolgreichen deutschen Invasion Großbritanniens durch die Sonderkommandos der SS-Einsatzgruppen mit besonderer Priorität ausfindig gemacht und verhaftet werden sollten.
Von 1942 bis 1944 leitete Steenberghe die niederländische Wirtschaftsmission in Washington, D.C.
1944 wurde er in der Regierung Gerbrandy zum Minister für Handel, Industrie und Schifffahrt ernannt und sollte den Neuaufbau der durch Krieg und Besatzung zerrütteten niederländischen Wirtschaft in die Wege leiten.
Nach dem Krieg war Steenberghe Sonderberater der niederländischen Regierung sowie Mitglied der Aufsichtsräte von Royal Dutch Petroleum Company, Anglo-Saxon Petroleum Company und der Shell Petroleum Company.